# Alburnus danubicus
Alburnus danubicus är en fiskart som beskrevs av Antipa, 1909. Alburnus danubicus ingår i släktet Alburnus och familjen karpfiskar. Inga underarter finns listade i Catalogue of Life.